# Jan Freese
Jan Freese (* 1973 in Schönebeck (Elbe)) ist ein deutscher Bühnenbildner.

## Leben
Jan Freese studierte Kunstgeschichte an der Humboldt-Universität Berlin. Von 1996 bis 1998 war er Bühnenbildassistent am Maxim Gorki Theater, unter anderem bei Momme Röhrbein und Christoph Schubiger. Hier entstanden erste eigene Arbeiten. 1997 Bühnenbild für Mozarts DON GIOVANNI in der Regie von Katharina Thalbach. Anschließend Assistent von Prof. Johannes Schütz an der Deutschen Oper am Rhein in Düsseldorf. Seit 2000 freischaffend tätig. Arbeiten am Deutschen Theater Berlin, der Berliner Volksbühne, dem Theater Meiningen, am Thalia Theater Halle, an den Vereinigten Bühnen Bozen, am Staatsschauspiel Dresden, Staatsschauspiel Stuttgart, am Schauspiel Leipzig, am Theater Magdeburg, Theater Bonn und am Theaterhaus Jena. Zusammenarbeit mit den Regisseuren Jan Jochymski, Regina Wenig, Christian Weise, Katja Wolff und Frieder Venus.